# إتش. إتش. سي. ميلر
إتش. إتش. سي. ميلر هو محامي وسياسي أمريكي، ولد في 1845، وتوفي في 1910 بسبب ذات الرئة.